# Жерс
Жерс (фр. Gers) департман је у југозападној Француској. Припада региону Југ—Пиринеји, а главни град департмана (префектура) је Ош. Департман Жерс је означен редним бројем 32. Његова површина износи 6.257 км². По подацима из 2010. године у департману Жерс је живело 188.159 становника, а густина насељености је износила 30 становника по км².
Овај департман је административно подељен на:
- 3 округа
- 31 кантона и
- 463 општина.

## Демографија
| 2011.   |
| ------- |
| 188.893 |